# Кладно
Кладно (чеш. Kladno) је значајан град у Чешкој Републици и велики град историјске покрајине Бохемије. Кладно је највећи град управне јединице Средњочешки крај, али не и седиште (то је главни град Праг, кога овај крај окружује, али он самостална јединица Град Праг). Кладно је и седиште засебног округа Кладно у овом крају.
Град Кладно је познат као "највеће предграђе“ Прага, будући да се град налази на свега 25 km од средишта чешког главног града.

## Географија
Кладно се налази у западном делу Чешке републике и удаљен је од главног града Прага 25 km западно.

### Рељеф
Кладно се налази у историјској области Бохемији. Град се налази на заталасаном терену на приближно 380 m надморске висине. Западно од града уздиже се Кривоклатска планина.

### Клима
Клима области Кладна је умерено континентална.

### Воде
Град Кладно нема реку, а близу града налази се Кладенско језеро.

## Историја
Подручје Кладног било је насељено још у доба праисторије. Насеље под данашњим називом први пут се у писаним документима спомиње у 14. веку, а насеље је 1561. године добило градска права. Град је веовима био средиште тешке индустрије у Бохемији.
1919. године Кладно је постао део новоосноване Чехословачке. У време комунизма град је нагло индустријализован, па је дошло до наглог повећања становништва. После осамостаљења Чешке дошло је до опадања активности тешке индустрије, али је близина Прага омогућила лако преструктурирање привреде.

## Становништво
Кладно данас има преко 70.000 становника и последњих година број становника у граду полако расте. Поред Чеха у граду живе и Словаци и Роми.

## Галерија
- Кладно из ваздуха
- Градски булевар
- Флоријанска капела
- Палата у стилу неоренесансе